# Alpes da Caríntia e Eslovenos
Os Alpes da Caríntia e Eslovenos (em italiano:  Alpi di Carinzia e di Slovenia), são uma cordilheira dos Alpes que se encontram nas regiões da Caríntia da  Áustria, uma parte na Eslovénia, e uma parte marginal na Itália. O ponto mais alto é o  Grintovec com 2.558 m.

## SOIUSA
A Subdivisão Orográfica Internacional Unificada do Sistema Alpesno (SOIUSA) dividiu em 2005 os Alpes em duas grandesPartes: Alpes Ocidentais e Alpes Orientais, separados pela linha formada pelo  Rio Reno - Passo de Spluga - Lago de Como - Lago de Lecco.
A secção alpina dos Alpes da Caríntia e Eslovenos é formada pelos Caravanche e pelos Alpes de Kamnik e de Savinja.

### Classificação  SOIUSA
Segundo a SOIUSA este acidente geográfico com as seguintes características:
- Parte = Alpes Orientais
- Grande sector alpino = Alpes Orientais-Sul
- Secção alpina = Alpes da Caríntia e Eslovenos
- Código = II/C-35

## Imagens

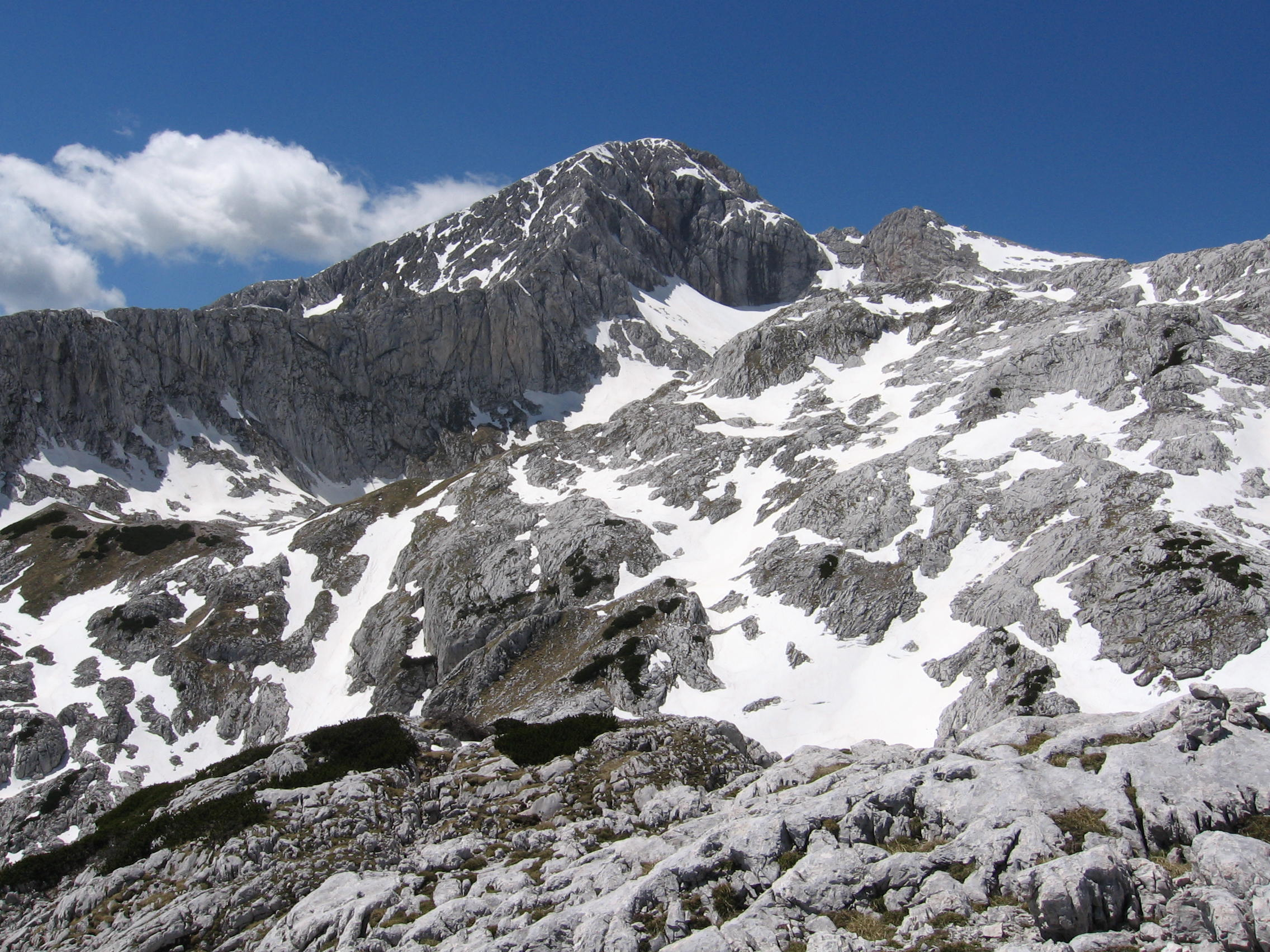
O Grintovec